# Мороз, Иван Фёдорович
Иван Фёдорович Мороз (1904, село Кураховка, Бахмутский уезд, Екатеринославская губерния, Российская империя — неизвестно, село Кураховка, Донецкая область, Украинская ССР) — бригадир колхоза имени Сталина Селидовского района Сталинской области, Украинская ССР. Герой Социалистического Труда (1948).

## Биография
Родился в 1904 году в крестьянской семье в селе Кураховка (с 1938 года — посёлок) Бахмутского уезда. С раннего возраста трудился в сельском хозяйстве. Во время коллективизации вступил в местный колхоз. После освобождения Донбасса от оккупации осенью 1943 года призван в Красную Армию по мобилизации. Участвовал в Великой Отечественной войне. Воевал сапёром в составе 205-го гвардейского стрелкового полка 70-й гвардейской стрелковой дивизии. Получил три ранения. После демобилизации возвратился в родное село, где продолжил трудиться бригадиром в колхозе имени Сталина Селидовского района.
В 1947 году бригада под его руководством получило в среднем с каждого гектара по 30,2 центнера пшеницы на участке площадью 42,5 гектара. Указом Президиума Верховного Совета СССР от 16 февраля 1948 года удостоен звания Героя Социалистического Труда за «получение высоких урожаев пшеницы, ржи, кукурузы и сахарной свёклы в 1947 году» с вручением ордена Ленина и золотой медали «Серп и Молот» (№ 545).
Этим же указом званием Героя Социалистического Труда был награждён председатель колхоза Василий Тимофеевич Литвиненко.
После выхода на пенсию проживал в родном посёлке Курахово. С 1969 года — персональный пенсионер союзного значения. Дата смерти не установлена.
Награды
- Герой Социалистического Труда
- Орден Ленина
- Орден Славы 3 степени (23.05.1945)
- Медаль «За боевые заслуги» (11.10.1944)